# كارول هاميلتون
كارول هاميلتون (بالإنجليزية: Carol Hamilton)‏ هي شاعرة أمريكية، ولدت في 1935.